# Polnische Fußballnationalmannschaft (U-23-Männer)
Die polnische U-23-Fußballnationalmannschaft war eine Auswahlmannschaft polnischer Fußballspieler, die dem Polski Związek Piłki Nożnej unterlag.

## Geschichte
Die U23-Nationalmannschaft hatte seine erste Turnierteilnahme bei der Erstaustragung der U-23-Europameisterschaft im Jahr 1972. Hier befand sich die Mannschaft in einer Qualifikationsgruppe mit der Bundesrepublik Deutschland, Albanien und der Türkei. Die einzigen Siege in der Qualifikation gelangen dann aber nur jeweils einmal gegen Albanien und die Türkei, damit reichte es nicht und man verpasste hinter der Bundesrepublik Deutschland die Finalrunde.
Beim Turnier im Jahr 1974 gelang es in der Qualifikation diesmal die Oberhand über die Bundesrepublik Deutschland zu halten und auch gegen Dänemark beide Spiele zu gewinnen. Damit ging es als erster seiner Gruppe in die Finalrunde. Im Viertelfinale traf man dort auf Bulgarien, gegen welche das Hinspiel mit 0:0 endete. Im Rückspiel gewann das polnische Team dann aber mit 2:1 und zog so ins Halbfinale ein. Hier ging es nun gegen die DDR, bei denen ebenfalls ein 0:0 im Hinspiel am Ende als Ergebnis dastand. Im Rückspiel aber endete das Spiel mit 2:2, womit wahrscheinlich aufgrund der Auswärtstorregel die Mannschaft der DDR in die nächste Runde kam. Bei der Europameisterschaft 1976 ging es wieder nicht über die Qualifikation hinaus, da man zwar Griechenland hinter sich lassen konnte, jedoch hinter Bulgarien abschloss, womit die Finalrunde verpasst wurde.
Nach dieser Austragung wurde der Platz der Mannschaft von der U-21 eingenommen, welche seitdem bei der Qualifikation zu dem Turnier startberechtigt ist. Ob die Mannschaft danach noch etwaige Freundschaftsspiele ausgetragen hat, ist nicht bekannt.

## Ergebnisse bei der Europameisterschaft
| Jahr | Platzierung        |
| ---- | ------------------ |
| 1972 | nicht qualifiziert |
| 1974 | Halbfinale         |
| 1976 | nicht qualifiziert |